# Karl Georg Schmidt
Pour les articles homonymes, voir Schmidt.
Karl Georg Schmidt (né le 29 mars 1904 à Weimar et mort le 26 novembre 1940 à Friedrichroda) est un homme politique allemand du NSDAP, maire de Cologne et conseiller économique du Gau.

## Biographie
Schmidt étudie l'économie et les sciences politiques à l'Université Johann Wolfgang Goethe de Francfort-sur-le-Main. Il est diplômé en administration des affaires et obtient son doctorat en 1927 avec une thèse sur "L'approvisionnement allemand en huile minérale dans sa relation avec la politique économique et étrangère". Il est également actif dans le Corps Austria. Il rejoint le NSDAP en 1923 et est passé au corps franc de l'Oberland (de) après son interdiction. Après la levée de l'interdiction en 1925, il redevient membre du NSDAP. Il confonde ensuite le syndicat étudiant nazi de l'Université de Francfort. D'avril à juin 1925, il est le chef de base du NSDAP à Bitterfeld et, pendant une courte période, chef de district dans la vallée de Kinzig. De janvier 1929 à mars 1933, il est directeur général de l'Association ouest-allemande des horlogers et orfèvres à Cologne, où il est apparenté à son camarade de parti, l'orfèvre Karl Berthold (de) (qui dirige les écoles d'usine de Cologne de 1933 à 1945). À partir de 1931, il est consultant économique du Gau, Gauwalter de la DAF et Gauamtsleiter de l'Office du commerce et de l'artisanat. En 1932, il fonde et dirige l'association antisémite des moyennes entreprises. À partir de mars 1932, il est membre du Landtag de l'État libre de Prusse.
Aux élections du conseil municipal le 12 mars 1933, Schmidt est le candidat du NSDAP pour la 11e place. Après cette élection et la « prise du pouvoir » par les nationaux-socialistes à Cologne le lendemain, Schmidt est nommé chef du département économique du conseil municipal. Après avoir travaillé comme conseiller municipal provisoire de la ville de Cologne jusqu'en juin 1933, il est nommé directeur général de la Chambre de l'industrie et du commerce le mois suivant. Il occupe ce poste jusqu'en décembre 1936. En février 1934, Schmidt est nommé membre du tribunal administratif de district par le président supérieur de la province de Rhénanie. De juillet 1934 à 1937, il est également membre du conseil municipal. En janvier 1935, Schmidt est nommé par le ministre-président prussien Hermann Göring au Conseil provincial prussien de la province de Rhénanie. Schmidt est également le titulaire de l'insigne d'honneur en or du NSDAP ainsi que l'insigne de la tradition Gau Hesse-Nassau de 1923
En janvier 1937, Schmidt remplace Günter Riesen (de) au poste de maire de Cologne et le reste jusqu'à sa mort en 1940. De mars 1936 jusqu'à sa mort en 1940, Schmidt est également député du Reichstag. Après sa mort, son mandat est repris par Josef Krämer (de) jusqu'à la fin de la guerre.
OB-Schmidt aimait se considérer comme un mécène des arts: lors de la "Semaine de la culture de Gau" en 1938, il présente 100 000 Reichsmarks du budget de la ville pour la promotion et l'achat de l'art populaire contemporain. Un bel exemple de la clique de Cologne : ce sont principalement des professeurs d'artistes, des diplômés et des étudiants de l'école d'art de Cologne, dirigée par son beau-père, le directeur Karl Berthold (de), qui en profite. À l'époque, la ville de Cologne (comme toutes les autres villes du Reich) dispose de sommes considérables grâce à l'aryanisation de la fortune de ses concitoyens juifs (qui est réalisée dans le cadre de l'Action 3 ). Grâce à son travail en tant que maire de Cologne, il est également présent dans un grand nombre de conseils de surveillance et de conseils d'administration. Ceux-ci comprennent les conseils de surveillance des sociétés suivantes :
- Ford-Werke AG
- Gemeinnützige AG für Wohnungsbau in Köln
- Köln-Bonner Eisenbahnen
- Kölner Gas GmbH
- Kölner Verlags Anstalt und Druckerei
- Messe- und Ausstellungs-GmbH
- Rheinische Zellwolle AG
- Union Rheinische Braunkohlen-Kraftstoff AG.

Schmidt est le chef de brigade NSKK à partir de novembre 1936. Son successeur au poste de maire est Peter Winkelnkemper (de).

## Divers
Le 1er décembre 1937, il reçoit l'Ordre d'Orange-Nassau par la reine Wilhelmine des Pays-Bas. Schmidt fait construire le bateau à moteur MS Stadt Köln en 1938 pour représenter le maire de Cologne. Le navire survit à la guerre et est maintenant un navire classé.